# Герб Орехово-Зуевского района
Герб Оре́хово-Зу́евского района — официальный символ Орехово-Зуевского муниципального района Московской области Российской Федерации.
Герб утверждён 25 марта 1999 года и внесён в Государственный геральдический регистр Российской Федерации под номером 440.
Герб упразднённого Орехово-Зуевского муниципального района был переутверждён как символика городского округа Ликино-Дулёво.

## Описание герба
«В зелёном поле включённое опрокинутое вогнутое червлёное (красное) остриё, обременённое серебряным соколом, обращённым влево и обернувшимся, сопровождаемое справа серебряной двухъярусной колокольней с серебряным колоколом в нижнем ярусе — звоннице, увенчанной золотым Голгофским крестом, слева серебряной девой в кокошнике того же металла, держащей в деснице опущенное золотое веретено, а шуйцей поддерживающей нить, отходящую от веретена».

## Описание символики герба
3а основу герба Орехово-Зуевского района взяты главные фигуры из гербов городов Ликино-Дулёво, Куровское и Дрезны, входящих в район. 

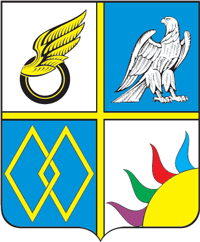
Герб Ликино-Дулёво
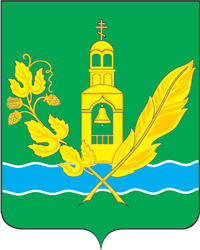
Герб Куровское
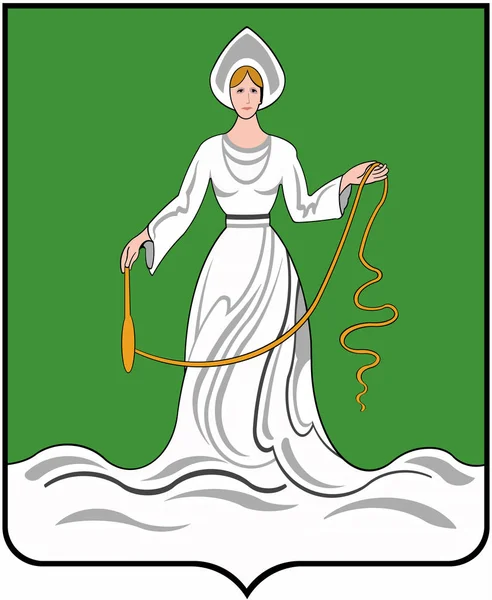
Герб Дрезны

Основной цвет поля герба — зелёный, символизирует природные особенности и сельское хозяйство района. Зелёный цвет — символ плодородия, надежды, здоровья и жизни.
Вершина вогнутого острия из центра герба показывает развилку — начало плавно расходящихся дорог, по которым начинают свой путь различные транспортные средства, изготовленные на Орехово-Зуевской земле (электропоезда, автобусы, автоприцепы и др.).
Красный цвет — символ огня, активности, мужества, праздника, красоты.
Сокол символизирует Дулёвский фарфоровый завод, силуэт которого является товарным знаком завода. Колокольня показывает, что Орехово-Зуевская земля исстари была центром духовности и просвещения Гуслицкой стороны.
Девушка с веретеном отражает единство края ткачей с природой. Развитие Орехово-Зуевского района связано с прядильно-ткацкими производствами, на которые указывает веретено — символ текстильной промышленности.
Золото — символ богатства, солнечного света, великодушия.
Серебро — символ простоты, мудрости, взаимосотрудничества.
Герб разработан Союзом геральдистов России.